# 新亞歷山德里夫卡 (海尼切斯克區)
46°58′21″N 34°24′57″E / 46.97250°N 34.41583°E
新亞歷山德里夫卡（烏克蘭語：Новоолександрівка）是位於烏克蘭南部的村莊，由赫爾松州海尼切斯克區的下錫羅霍濟市鎮負責管轄。該村面積95.5平方公里，海拔高度59米，2001年人口1,370，人口密度每平方公里14.4人。